# Mardinagalapur, Sampgaon
Mardinagalapur là một làng thuộc tehsil Sampgaon, huyện Belgaum, bang Karnataka, Ấn Độ.